# Oud-Gestel
Oud-Gestel is een wijk in het stadsdeel Gestel in de stad Eindhoven, in de Nederlandse provincie Noord-Brabant. De wijk ligt in het zuidwesten van Eindhoven. Op 1 januari 2023 telde de wijk 13.430 inwoners, verdeeld over 6.919 woningen, met een gemiddelde WOZ-waarde van € 295.000, op een oppervlakte van 5,82 km².
De wijk bestaat uit de volgende buurten:
- Rapelenburg
- Bennekel
- Blaarthem
- Genderdal
- Gennep
- Beemden

De wijk ligt tussen de twee andere wijken in Gestel, Rozenknopje en Oud Kasteel. Het ligt tussen het afwateringskanaal/Gender en de ringweg. Het oude dorpshart lag in het noorden van dit gebied, ter hoogte van de Lambertuskerk aan de Hoogstraat. In het zuiden ligt een andere oude dorpskern, Blaarthem; tevens een vroegere zelfstandige gemeente. De wijk is zeer gemêleerd met een aandachtswijk van minister Vogelaar, de Bennekel, maar ook met veel water en groen in Gennep. In de Beemden ligt de High Tech Campus.

## Fotogalerij

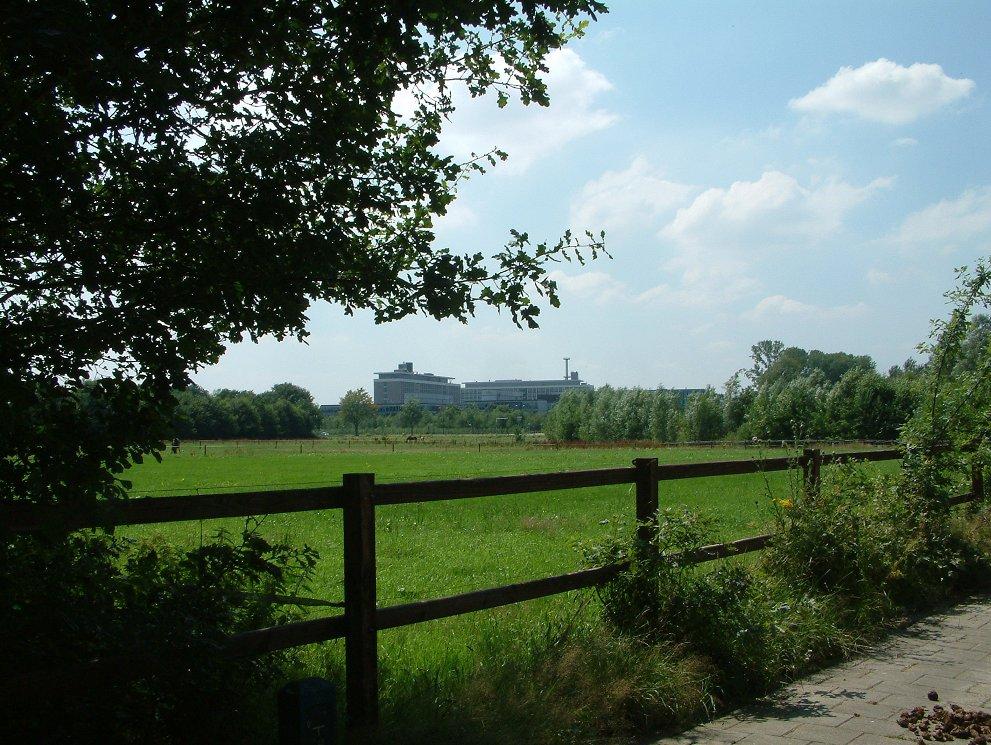
De High Tech Campus gezien vanuit de Genneper Parken (Beemden)
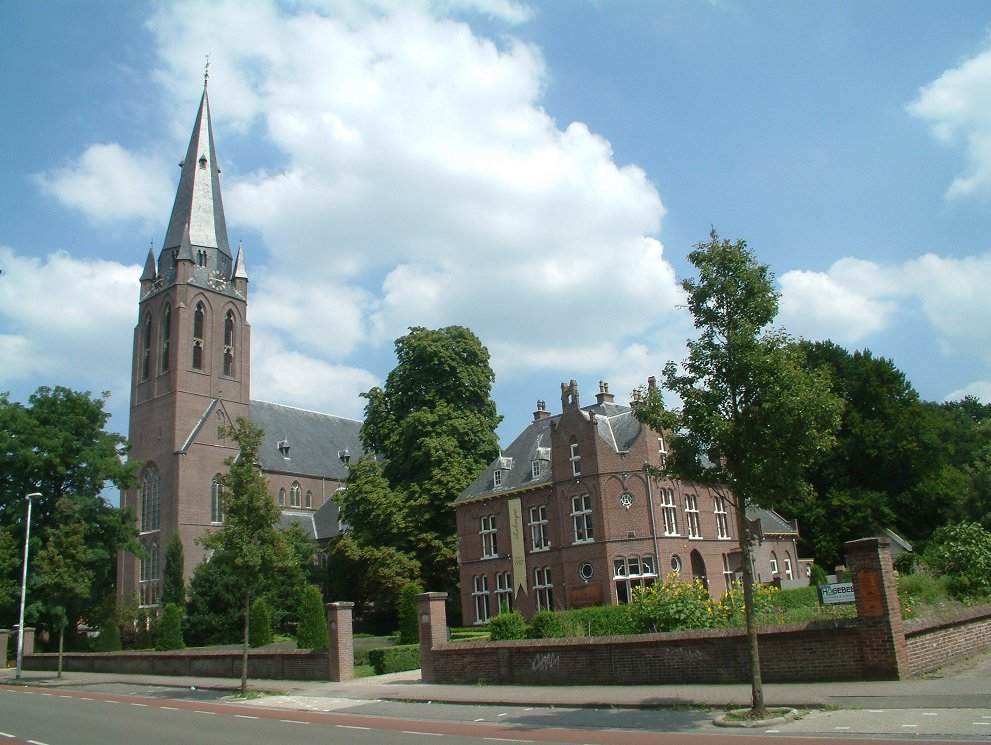
Sint-Lambertuskerk
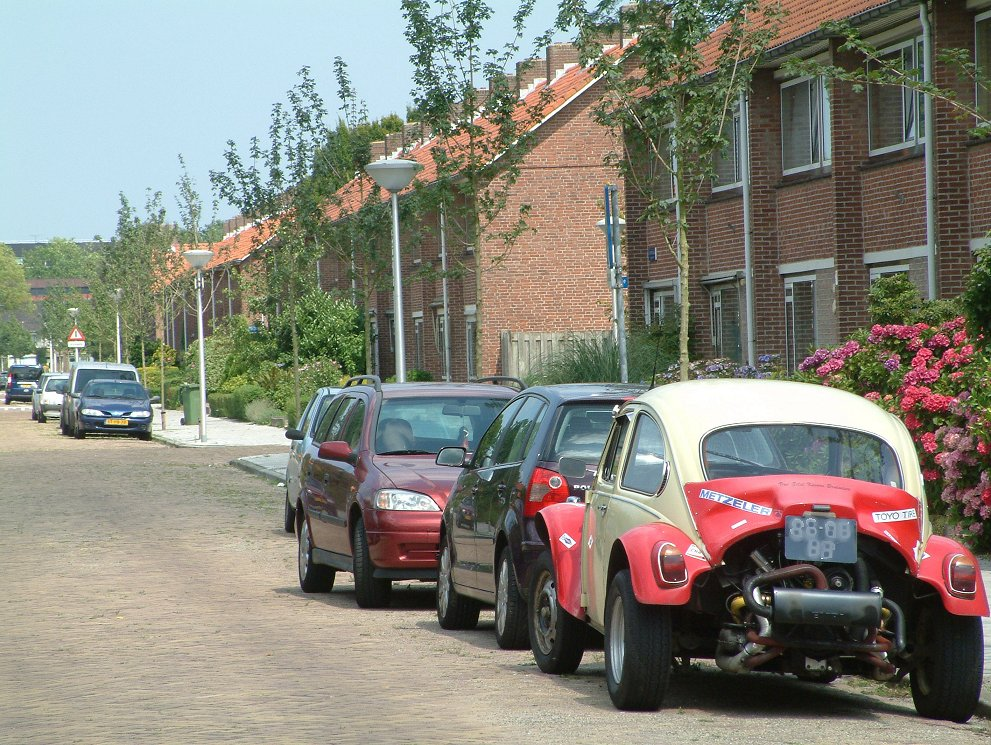
Schumannstraat (Blaarthem)
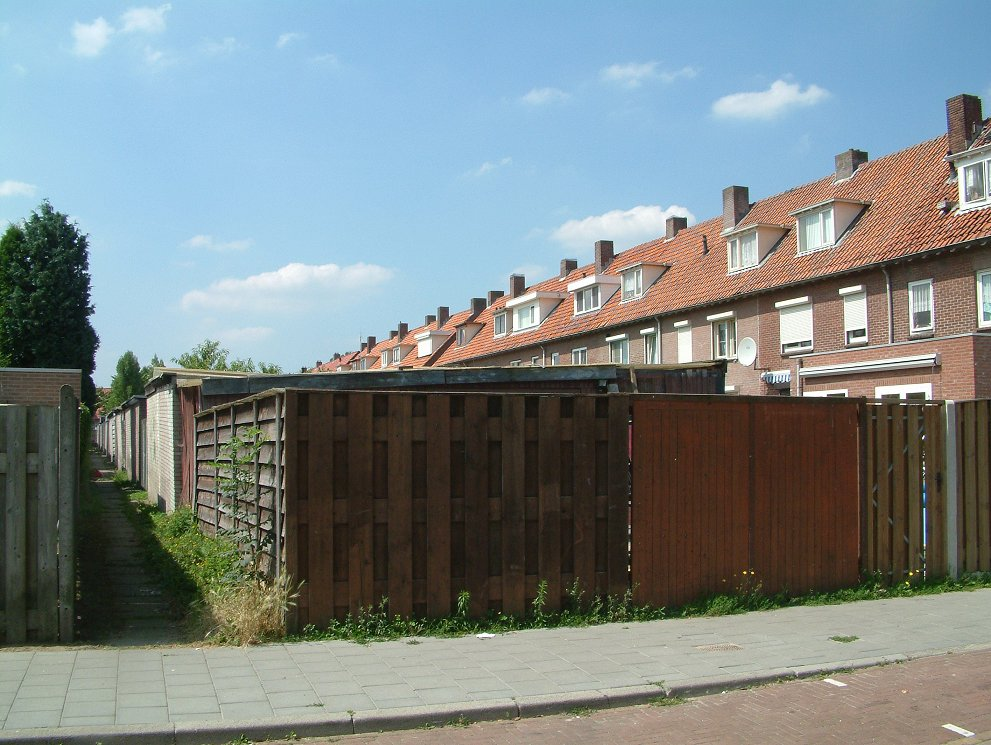
Benoitstraat (Bennekel)